# Bulgarien-Rundfahrt 1979
Das Etappenrennen Bulgarien-Rundfahrt 1979 (bulgarisch Обиколка на България) führte vom 15. bis 23. September über neun Etappen. Es war die 29. Austragung der Bulgarien-Rundfahrt. Gesamtsieger wurde Juri Barinow aus der Sowjetunion.

## Teilnehmer
Am Start standen 72 Radrennfahrer in Nationalteams aus elf Ländern (Belgien, Bulgarien, DDR, Italien, Jugoslawien, Dänemark, Schweden, Rumänien, Ungarn, der Schweiz und der Tschechoslowakei) mit je sechs Fahrern, sowie eine Bahnradsportnationalmannschaft Bulgariens.

## Rennen
Veranstalter war der bulgarische Radsportverband. Die Gesamtdistanz betrug 1.226 Kilometer, wobei es keinen Ruhetag gab. Neben der Einzelwertung gab es eine Mannschaftswertung und ein Klassement für die besten Bergfahrer.

## Etappen
Die Rundfahrt führte über insgesamt neun Etappen mit einem Einzelzeitfahren als Prolog zu Beginn.
Prolog über 4 Kilometer: Sieger Vladimír Dolek, Tschechoslowakei
1. Etappe 174 Kilometer: Sieger Mirberg, Schweden
2. Etappe Bjala 174 Kilometer: Sieger Lechosław Michalak, Polen
3. Etappe 153 Kilometer: Sieger Thomas Barth, DDR
4. Etappe 25 Kilometer (Einzelzeitfahren): Hans-Joachim Meisch, DDR
5. Etappe 148 Kilometer: Sieger Alexander Gusjatnikow, Sowjetunion
6. Etappe 184 Kilometer: Sieger Martin Goetze, DDR
7. Etappe 154 Kilometer: Sieger Martin Goetze, DDR
8. Etappe 154 Kilometer: Sieger Andon Petrow, Bulgarien
9. Etappe 181 Kilometer: Sieger Petelaro, Italien

## Gesamtwertungen

### Einzel (Gelbes Trikot)
Im Endklassement siegte Juri Barinow aus der Sowjetunion. Er gewann die Rundfahrt, ohne selbst einen Etappensieg erzielt zu haben.
| Platz | Name            | Mannschaft       | Zeit       |
| ----- | --------------- | ---------------- | ---------- |
| 1.    | Juri Barinow    | Sowjetunion      | 33:19:46 h |
| 2.    | Jiří Škoda      | Tschechoslowakei | + 5:48 min |
| 3.    | Thomas Barth    | Sowjetunion      | + 5:51 min |
| 4.    | Witold Plutecki | Polen            | + 6:43 min |
| 5.    | Gabaidulin      | Sowjetunion      | + 7:21 min |
| 6.    | Okolejew        | Sowjetunion      | + 7:51 min |

### Mannschaftswertung
Die Mannschaftswertung gewann das Team der Sowjetunion vor der DDR und der Tschechoslowakei.

### Bergwertung
Sieger der Bergwertung wurde Juri Barinow.